# Branko Đurić (Tennisspieler)
Branko Đurić (serbisch-kyrillisch Бранко Ђурић; * 10. Februar 2005 in Podgorica, Montenegro) ist ein montenegrinisch-serbischer Tennisspieler.

## Persönliches
Đurić wuchs im montenegrinischen Budva auf, zog jedoch im Alter von elf Jahren nach Belgrad, da ihm der nationale Tennisverband wenig Unterstützung bot. Er trainiert an der Tennisakademie von Günter Bresnik und wird von seinem Vater, Nenad Đurić, betreut. Bei Turnieren trat er stets unter serbischer Flagge an.

## Karriere
Von 2018 bis 2023 spielte Đurić auf der ITF Junior Tour und erreichte 2022 erstmals einen Platz in den Top 100 in der Junioren-Rangliste. Er trat bei Grand-Slam-Turnieren der Junioren an und erzielte dort 2023 seinen größten Erfolg im Doppel, als er das Finale in Wimbledon erreichte. An der Seite von Arthur Géa unterlag er im Endspiel Jakub Filip und Gabriele Vulpitta. Im Jahr 2023 kletterte er durch drei Turniersiege bei J300-Turnieren auf den sechsten Platz der Junioren-Rangliste. Zusätzlich gewann er drei Einzel- und ein Doppelturnier niedrigerer Kategorien.
Sein erstes Turnier bei den Profis bestritt Đurić Ende 2021. Im folgenden Jahr gelangte er auf der drittklassigen ITF Future Tour erstmals ins Halbfinale, und 2023 gewann er seinen ersten Titel, wodurch er in der Weltrangliste erstmals unter die Top 1000 kam. Mit einem weiteren Future-Finale verbesserte er seine Position weiter und erhielt zudem durch Wildcards erste Einsätze auf der ATP Challenger Tour und der ATP Tour. Besonders beeindruckte er 2024 in der Qualifikation der Belgrade Open, als er zwei Matches gewann, darunter eines gegen die Nummer 102 der Welt, Thiago Agustín Tirante. In seinem Hauptfeld-Debüt musste er sich schließlich Aleksandar Kovacevic in zwei Sätzen geschlagen geben.